# Charles Van Hise

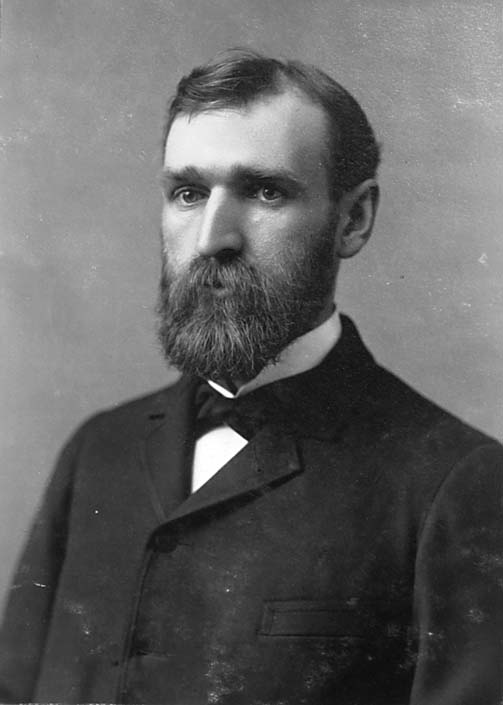
Charles Van Hise

Charles Richard Van Hise, född 29 maj 1857 i Fulton, Wisconsin, död 19 november 1918, var en amerikansk geolog.
Van Hise blev 1886 professor i geologi och 1903 president för University of Wisconsin i Madison. I delstaten Wisconsins geologiska undersökning hade han inträtt 1881, och 1883 inträdde han i US Geological Survey, där han verkade vid sidan om sitt universitetsarbete och 1900 fick ledningen av den avdelningen för de arkeiska och metamorfiska bergarterna, åt vilka han ägnade största delen av sin verksamhet och på vilkas område han ansågs som en av de främsta auktoriteterna. Hans huvudarbete är A Treatise on Metamorphism (i US Geological Survey, "Monograph 47", 1904). Han blev ledamot av svenska Vetenskapsakademien 1905 och korresponderande medlem av Geologiska Föreningen i Stockholm 1911.